# Lophocosma similis
Lophocosma similis är en fjärilsart som beskrevs av Yang 1978. Lophocosma similis ingår i släktet Lophocosma och familjen tandspinnare. Inga underarter finns listade i Catalogue of Life.